# 세스트룬섬

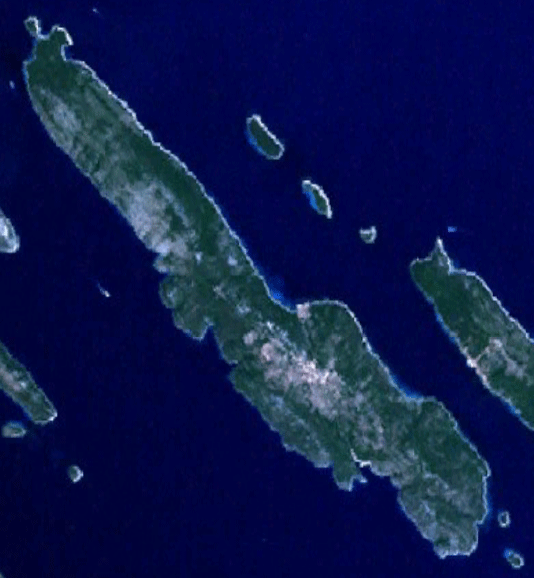
세스트룬섬 위성사진

세스트룬섬(크로아티아어: Sestrunj, 이탈리아어: Sestrugno)은 아드리아해에 위치한 크로아티아의 섬으로 면적은 15.1km2, 인구는 48명(2011년 기준)이다. 행정 구역상으로는 자다르주에 속하며 섬의 주요 산업은 농업, 어업이다.